# خاویر کلمنته
خاویر کلمنته (به اسپانیایی: Javier Clemente Lázaro) متولد ۱۲ مارس ۱۹۵۰ در اسپانیاست. او سالها تجربه مربیگری در لالیگا را دارد، و در دو جام جهانی ۱۹۹۴ و ۱۹۹۸ مربیگری تیم ملی اسپانیا را بر عهده داشته‌است.

## کلمنته در ایران
در روز 29 بهمن سال 86 و پس از برکناری امیر قلعه نویی از هدایت ایران، مسئولان فدراسیون فوتبال برای قبول هدایت ایران مذاکراتی را با خاویر کلمنته آغاز کردند و این مربی برای بازدید از ساختار فوتبال ایران و وضعیت امکانات تیم ملی به ایران هم آمد اما دو طرف از ابتدا بر سر مدت زمان حضور کلمنته در ایران اختلافاتی داشتند که در نهایت و پس از یک ماه توافق حاصل نشد.